# Le Peletier (Métro Paris)

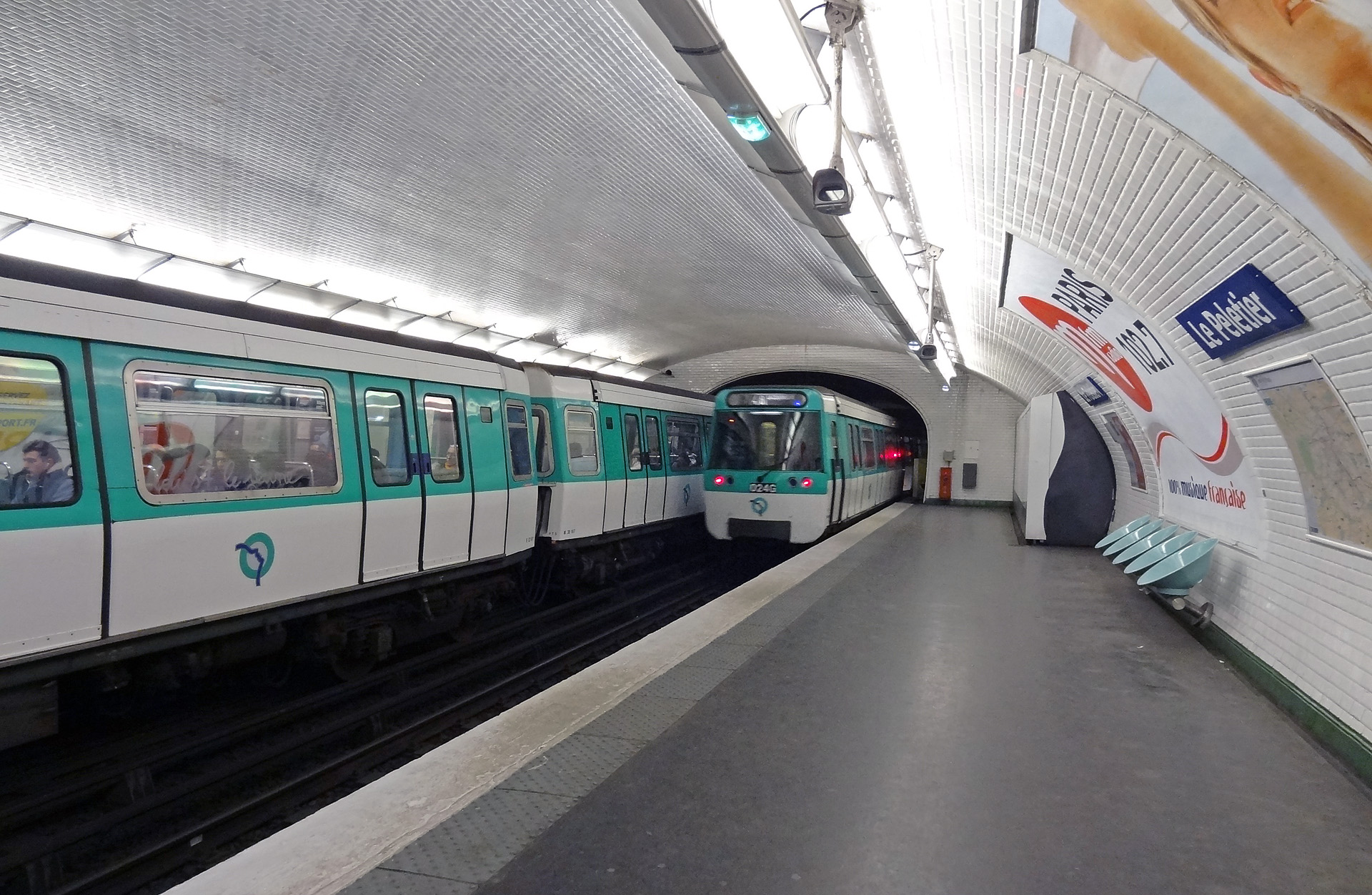
Station mit zwei Zügen der Baureihe MF 77

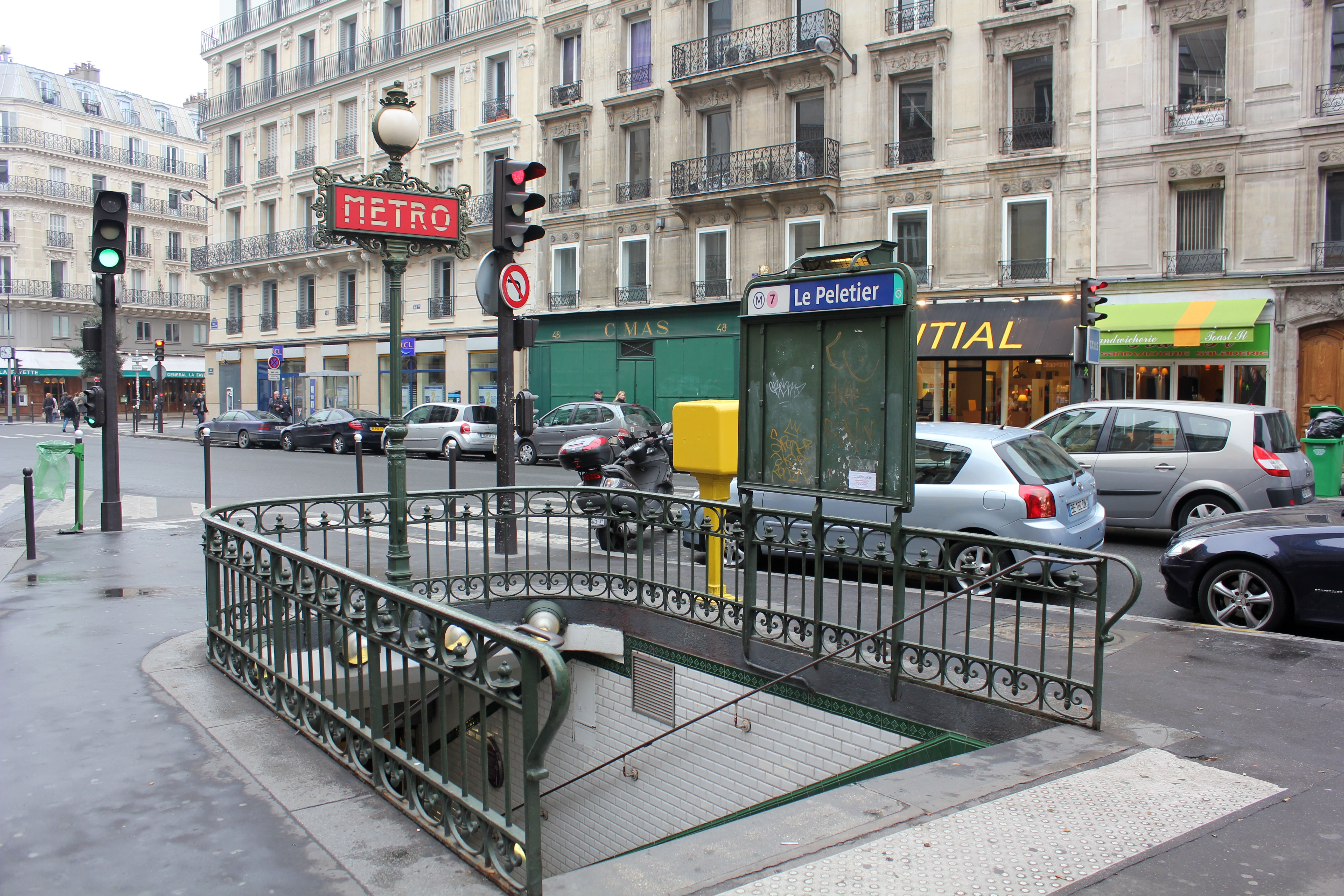
Zugang an der Rue de la Victoire mit Kandelaber des Typs Val d’Osne

Der U-Bahnhof Le Peletier [lə pɛltje] ist eine unterirdische Station der Linie 7 der Pariser Métro.

## Lage
Die Station befindet sich im Quartier du Faubourg Montmartre des 9. Arrondissements von Paris. Sie liegt längs unterhalb der Rue La Fayette westlich deren Kreuzung mit der Rue du Faubourg Montmartre.

## Name
Namengebend ist die Rue Le Peletier, die die Rue La Fayette in Höhe des westlichen Stationsendes kreuzt. Louis Le Peletier de Mortefontaine (1730–1799) war der letzte Prévôt des marchands vor der Französischen Revolution.

## Geschichte und Beschreibung
Die Station wurde am 6. Juni 1911 nachträglich in Betrieb genommen, nachdem der Abschnitt von Opéra bis Porte de la Villette der Linie 7 bereits am 5. November 1910 eröffnet worden war.
Der 75 m lange U-Bahnhof liegt unter einem elliptischen, weiß gefliesten Deckengewölbe mit gekrümmten Seitenwänden. An den beiden Streckengleisen liegen Seitenbahnsteige.
Der einzige Zugang befindet sich an der Einmündung der Rue de la Victoire, er ist durch einen Kandelaber des Typs „Val d’Osne“ markiert.

## Fahrzeuge
Auf der Linie 7 verkehren konventionelle Fünf-Wagen-Züge der Baureihe MF 77. Zwischen 1971 und 1979 liefen dort Züge der Baureihe MF 67, davor solche der Bauart Sprague-Thomson.